# Lola T92/10
Chronologie des modèles
Lola B90/10 Lola B98/10
La Lola B98/10 est une voiture de course du FIA Groupe C développée et construite par Lola Cars dans le but de participer au championnat du monde des voitures de sport ainsi qu'au championnat Interserie. Un total de 3 châssis ont été construits.

## Pilotes
- Phil Andrews (en) (1992)
- Cor Euser (1992)
- Heinz-Harald Frentzen (1992)
- Stefan Johansson (1992)
- Shunji Kasuya (en) (1992)
- Hideshi Matsuda (en) (1992)
- Jesús Pareja (1992)
- Robbie Stirling (en)(1995-2001)
- David Tennyson (1992)
- Charles Zwolsman Sr. (1992)